# 大脱獄 (1975年の映画)
『大脱獄』（だいだつごく）は、1975年（昭和50年）4月5日に東映系で公開された日本映画。主演は高倉健が務め、石井輝男が監督を担当した。
網走刑務所を脱獄した死刑囚が列車強盗を計画する、刑務所映画というよりバディものの強盗映画。
ジョセフ・L・マンキウィッツ監督による映画『大脱獄』（原題：There Was a Crooked Man...、1970年公開）とは別の作品である。

## あらすじ
梢一郎は、チンピラ仲間の剛田と手を組み、銀行強盗を働いたが、剛田は梢に守衛殺しの罪を着せ、自分は無罪となった。その後、梢は死刑判決を受け網走刑務所に入るが、6人の死刑囚と共に脱獄する。脱獄囚たちは殺し合いや凍死で死んで行き、梢と国岩邦造だけが逃亡を続けた。
雪原を踏破し人里に出た梢は、病気で行き倒れていた あき を助け、夫婦のふりをして宿に泊まった。雪かきの人夫で金を稼ぐが、賃金を搾取する親方とその手下に苦情を言うと、梢の顔写真入りの新聞を突き付けられた。梢の正体に気づいているのは、この二人だけだと確認した上で叩き殺し、金を奪う梢。
あき にかなりの金を渡して別れ、裁判で剛田のアリバイを偽証した愛人の時子が住む札幌の家に押し入る梢。剛田の居所まで案内させようと列車に乗ると、雪原で別れた国岩が現れた。国岩は、梢が銀行強盗の金を隠し持っていると信じて分け前を狙い、後を追って来たのだ。
途中でうまく梢を撒いて小樽の剛田の家を訪ねる時子。剛田のベッドには若い女がおり、怒り狂って暴れた時子はストーブの上のヤカンの熱湯を顔に浴びてしまった。梢が来ると聞いて、時子の手当てもせずに逃げ出す剛田と女。遅れて家を探し当てた梢に時子は、剛田のボスが松井田という男であり、時子に正しい証言を求めていた梢の妹が、幼い息子と共に松井田の一味に轢き殺された事を知った。
松井田の会社・北国興行がある函館に向かう梢。そこへ再び現れる国岩。細長い荒巻き鮭のダンボール箱の中にライフルを隠し持った国岩は、金づるである梢を手伝うと申し出た。松井田と手下たちが翌日に列車で移動すると聞き、同じ列車に乗り込むべく駅に向かう途中で、梢はストリップ小屋のポスターの中に あき の写真を見つけた。あき も荷物の中に、梢の手配写真の切れ端を隠し持っていた。
列車には炭鉱労働者への2億円のボーナスが入ったトランクを運ぶ男たちも乗っていた。松井田の指示で走行中にその金を強奪しようとする剛田たち。そんな一味を次々と射殺する梢。だが、妹とその息子を轢き殺した男は国岩を殺し、列車から飛び降りて逃走した。2億円には目もくれず、飛び降りて後を追う梢。男を射殺したが銃弾を受けた梢は、苦しげに函館のストリップ小屋まで戻ったが、あき と仲間たちは次の巡業地に向け旅立つ間際だった。全く身動きせずに救急車に乗せられた男が梢だと、あき は最後まで気づかなかった。

## 出演
- 梢一郎：高倉健
- 風間あき：木の実ナナ
- 大池浅吉：室田日出男
- 南川剛太：郷鍈治
- 梶山政五郎：山本麟一
- 風見寅吉：加藤嘉
- 祐太：三井弘次
- 梢の仕事仲間：三谷昇
- 松井田：須賀不二男
- 友成：田中浩
- 室町時子：檜よしえ
- 一郎の妹：奈三恭子
- 峰子：杉山とく子
- 安斉：高宮敬二
- 加賀見：佐藤京一
- 待村：中田博久
- マネージャー：横山あきお
- 看守：苅谷俊介
- 赤田光一：伊藤辰夫
- 北郷国臣：日尾孝司
- あきの仲間：小林千枝
- 北郷国臣：前川哲男
- 刑事：山本清
- 判事：河合絃司
- 労務者：佐藤晟也
- 労務者：久地明
- 医者：相馬剛三
- 検事：仲原新二
- 須崎：土山登士幸
- 宿の従業員：滝島孝二
- あきの仲間：津奈美里ん
- 若い女：東祐里子
- 警官：山田光一
- 毛利：亀山達也
- 法廷の警官：清水照夫
- 看守：五野上力
- ローズ：小川レナ
- 近隣住民：青木卓司
- 近隣住民：高月忠
- 刑事：山浦栄
- 若い女の母親：原純子
- 従業員の妻：伊藤慶子
- 看守：木村修
- 刑事：横山繁
- 法廷の警官：高島志敏
- 機関士：幸英二
- 警備員：守山竜二
- 光子：小貫千恵子
- 炭焼きの男：佐川二郎
- 列車の警官：中条文秋
- 和尚：岩井松二郎
- 梢に面会に来る男：松下昌司
- 列車の警官：比良元高
- 佐川：小池朝雄
- 剛田：田中邦衛
- 国岩邦造：菅原文太

以下ノンクレジット
- 年蔵：今福将雄
- リリィ：谷本小夜子
- 看守：藤山浩二

## スタッフ
- 企画：矢部恒、坂上順
- 脚本：石井輝男
- 監督：石井輝男
- 撮影：出先哲也
- 録音：広上益弘
- 美術：藤田博
- 照明：川崎保之丞
- 編集：祖田富美夫
- 助監督：橋本新一
- 記録：勝原繁子
- 擬斗：日尾孝司
- スチール：遠藤努
- 進行主任：東一盛
- 装置：畠山耕一
- 装飾：田島俊英
- 美粧：入江荘二
- 美容：石川靖江
- 衣装：河合啓一
- 演技事務：石川通生
- 現像：東映化学
- 音楽：青山八郎

## 製作

### 企画
渡哲也が「尊敬する高倉健さんと共演したい」と熱望したことから本作が企画された。当初のタイトルは『オホーツク番外地』で、1975年2月中旬のクランクインを予定していた。渡は1972年から石原プロモーションに所属していたが、岡田茂東映社長が1971年の社長就任時から「渡哲也を高倉健の次の東映の看板スターにしたい」と東映に引き抜こうと画策し、自身のブレーンの一人だったスポーツニッポンの記者・脇田巧彦に仲介を頼み、1972年に赤坂の料亭で渡と会い、「君に東映の看板を背負って欲しい。石原プロを辞めて、ウチに来てくれないか」と口説いたが、「私は石原裕次郎に恩義があります」と断られた。しかし渡は「本来、僕は映画人間。テレビは何としてもはがゆい。食える食えないでなく、映画のために力を貯えたい」と話すほど、映画が大好きな人で、所属する石原プロ自体も映画製作にずっと意欲を持ち続けていたが、石原プロでの映画製作は諸事情あってなかなか実現に至らず。岡田との付き合いはその後も続き、映画で自身を活かすなら東映しかないと、東映映画の出演を熱望したため、渡は東映入りの報道もされ、石原プロ所属のまま東映映画に出演することになった。渡は1974年のNHK大河ドラマ『勝海舟』を途中降板した後、長期入院し1974年10月退院後、すぐに『脱獄広島殺人囚』主演のオファーを受けたが断り、代役は『勝海舟』と同じく松方弘樹が務めた。また『新仁義なき戦い』の出演要請も断り、年内いっぱいを体力作りの休養に充てた。
渡は1975年1月～2月に撮影された『仁義の墓場』で東映初出演、初主演し、「東映でも充分看板スターになれると証明した」と評した 岡田社長は、「今年はわが陣営に引き込んだ渡哲也君の"渡路線"を確立することだ」とぶち上げ、1975年2月19日に東映本社であった記者会見で、本作『大脱獄』で高倉健と、5月の『県警対組織暴力』で菅原文太(主演)と共演させ、6月の『スーパー・アクション／強奪』(『資金源強奪』)と8月の『日本暴力列島・北九州電撃戦』(『実録外伝 大阪電撃作戦』と見られる)で主演させ、「渡のローテーションは年間六本位になる。渡の参加は東映打線に大きな役割を果たしてくれると思う」などと話し、"東映スター渡"をイメージ付けようとした。『スタア』1975年3月号に「テレビの仕事の話もかなり持ちかけられているが、すでに6本の企画が予定されている映画にじっくり取り組んでいくつもりだ」と書かれており、渡には他社からも出演オファーが相次いだが『仁義の墓場』がクランクインした1975年1月16日に「ホームグラウンドは東映に置きたい」と渡も東映に腰を落ち着ける決意を述べた。『県警対組織暴力』の次は『暴動島根刑務所』で松方弘樹(主演)との共演もこの時点で決まっており、岡田社長は1975年度作品の製作方針として「フィクションといっても実録的なムードを基調にした極端なスーパーアクションを基本路線とし、半期に一本は社会的な大事件などを題材にしたスーパー・ピクチュアーを製作公開する」などと話し、その他多くの製作予定作を合わせて発表した。

### 脚本
石井輝男は1960年代半ば『網走番外地』のシリーズ化が決まったとき、東映の猛反対を押し切りフリーになっており、岡田から「高倉・渡でかつての"網走的"なものにしてくれ」と発注を受け、脚本に取り掛かったのは1975年1月。脚本完成は1975年2月19日。高倉主演・石井監督の組合せは1973年の『現代任侠史』以来であるが、『現代任侠史』は脚本が大御所・橋本忍で石井の思うように作れず。本作は高倉・石井コンビによる大ヒットシリーズ「網走番外地」の先祖返りを狙い、「健さんをもう一度、北海道の原野に放り込みたかった」と話している。高倉・石井コンビは1961年の『花と嵐とギャング』から15年、高倉は日本映画を代表する大スターになっていたが、高倉は「泥まみれにもなれば、ファックシーンも演じます」と"御大芝居"から脱皮し、"野良犬スター"宣言をした。高倉は"実録路線"で台頭してきた菅原文太や松方弘樹らに対抗したい気持ちもあったといわれ、本作に於ける高倉は『パピヨン』のスティーブ・マックイーンと『仁義なき戦い』の菅原文太を合わせたようなキャラクターという論調もあった。高倉・石井コンビは本作が最後。

### キャスティング

#### 高倉・菅原の競演
また五木ひろしにも1974年12月に正式に出演オファーを出し、五木も高倉の大ファンで、プライベートでも付き合いがあったことからその場で出演を了承し、最初は高倉健、渡哲也、五木ひろしの3大スター共演を予定していた。当時の五木は当代一の売れっ子といわれたため、映画のために長期間スケジュールを割けないが大乗り気で、所属の野口プロがすぐに1975年3月5、6日、18日、19日の四日間をまるまる映画のためにスケジュールを明けた。映画とレコード界のチャンピオン同士という顔合わせは話題性も充分で、五木も高倉との共演を仲間に吹聴して回っていたが、1975年2月に入り脚本が進むと様相が変わってきた。「高倉を大親分ではなく、アクションスターだった原点に帰す」というコンセプトが打ち出され、ハードなロケが予想された。また渡が体調を崩し1975年2月20日にゲスト出演に回り、渡の代役で高倉とがっぷり四つに組む役には、岡田社長が「菅原文太で行け」と“鶴の一声”を発し、「高倉、菅原、渡で活動大写真を作れ」と指示したことから、本来出演予定のなかった菅原が渡の代役を務めることになった。東映幹部は「文ちゃん（菅原文太）だけでも稼げるのにもったいない」と反対したが、岡田が断を下した。高倉・菅原の競演は『山口組三代目』以来2年ぶり。菅原の東映デビューは高倉の看板シリーズ『網走番外地 吹雪の斗争』で、菅原はチョイ役。それから7年が経ち、当時はライバル視される東映の二大スター。菅原は「ライバルとか何とかは世間が勝手に言ってること。私は大関で横綱に胸を借りるつもりです」と話し、高倉は「今やもう文ちゃんは東映を代表する役者。こっちこそ胸を借りるわけです」と話した。

#### 五木、渡の降板
これらキャスティングの変更により、五木の立場は微妙なものになった。こうなるとタイトル順は、トップが主演の高倉、二番目が大物ゲスト渡、トメに菅原とくれば歌謡界のチャンピオン五木はどうしても四番手。当時の歌手としての五木のギャラは日だて四、五百万円だったが、映画のゲスト出演だとノーギャラに近い額。これではメンツが立たない上、野口プロも「映画は初めてであり、やる以上は歌手がチョイ役で顔を出したというだけのものにしたくない」と話し、東映サイドも「五木さんに出ていただく以上は、やはりそれなりの配役を考えなくてはならない」と調整がつかなくなり、ギャラ問題もあり五木が正式に降板を申し出た。
本来の台本では高倉と渡はがっぷり四つに組む予定だったため、渡の入院がまた長期になり、高倉と菅原のダブル主演の趣きで、高倉、渡、菅原の3大スター共演と変更になり、実際に3人の名前の書かれたポスターも製作された。この試みは特別出演は別にして一作品一スターの原則をあえて破る"東映春季攻勢の大ばくち"といわれ、三人のギャラは合わせて2000万円。制作費の三分の一を占めた。
ところが、渡はこの年2月に公開された『仁義の墓場』前後の全国キャンペーンで再び体調を崩し、微熱が続くため1975年2月20日、国立熱海病院で精密検査を受けた。本作のクランクインが1975年3月初旬に迫っていたため、熱海病院の主治医から「体が疲労しているのに雪の北海道でロケするなんてとんでもない」と大反対されたため、急遽東映は、渡を特別出演的な役に変更して3月下旬に東京のスタジオで2、3日で済む撮影に変更。渡には充分静養してゲスト出演には間に合うようにしてもらいたいと伝えた。高倉、菅原、渡の三人の顔が書かれたポスターはこの時点で製作されたもの。
渡は病床から高倉と菅原に詫びの電話を入れた。また渡には体調を万全にしてもらいゴールデンウイーク公開を予定した東映上半期の目玉作品『県警対組織暴力』で、再び深作欣二監督と組み、菅原と渡の初共演を全力投球して欲しいと渡にも伝えた。ところが渡の発熱が治まらず、体調が悪化したため、熱海病院の主治医から入院を勧められ、1975年3月12日、東大病院に入院した。ここでの最初の診断は異常なしだったため、岡田社長以下、東映で緊急会議が開かれ、「渡は完全復帰する」と判断し『大脱獄』のゲスト出演と『県警対組織暴力』の出演は予定通りと決めた。しかし高熱が続いて下がらず、体調は回復せず面会謝絶が続き、1975年3月29日、渡の所属する石原プロが東大病院で担当医も立ち合いのもと会見を開き、「渡の病気は慢性肺感染症で、3か月間の入院が必要。全快までは6か月間、早ければ夏、遅くても秋までは仕事復帰できる」等の病状説明があった。これで渡は前年に続いて長期入院が決まり、本作を含め以降全ての仕事をキャンセルした。高倉、渡、菅原の共演は以後も実現せずに終わり、渡と高倉、渡と菅原の共演も永遠に実現することはなかった。
東映は渡降板の対応におおわらわで、どこより焦ったのが宣伝部。『映画時報』1975年2月号は、"高倉健・渡哲也・菅原文太"と三人の名前が大きく書かれたポスターが表紙だった。また高倉、渡、菅原の顔入りで、「北海道の果て、凍る命綱、ガッチリ結んだ男三人...」とコピーの書かれたポスターは既に町に貼られていた。「良心の東映(？)が看板に偽りありでは困る。意地でも封切りまでにはポスターを貼り替えて見せる」と悲壮な決意で、中には新聞64頁分の8シードというバカでかい看板を含め、全国の劇場の看板を全て書き換え、配布ずみの71500枚のポスターは全て回収し、全てがパーになった。また渡が入院した際に特別出演で加えた役は松方、北大路欣也が候補に挙がったが、小池朝雄がキャスティングされた。

#### ヒロインの選定
1975年の東映の正月映画だった高倉主演の『日本任侠道 激突篇』と高倉が出演したアメリカ映画『ザ・ヤクザ』が両方興行で大惨敗を喫し、高倉がドル箱スターとしての一時の威光を失っていたことから、本作は高倉の再起作、本作の成否は今後の高倉の行末を握る、まともな数字を出せなければ、高倉健一本で勝負することはきつくなるなどと言われた。東映は高倉の人気挽回を目指し、話題を煽ろうと当時小坂一也を巡る不倫騒動で最も芸能界を賑わせていた十朱幸代と松坂慶子をWで高倉をめぐる二人の女に起用しようと画策した。しかし脚本の石井がヒロイン設定を〈旅の中でふと生まれる男と女のふれあい〉のような設定に変えてしまい、十朱、松坂ともそのイメージでなく、木の実ナナとりりィ（東映児童劇団出身）などが候補に挙がり、木の実をヒロインに選んだ。十朱か松坂との共演なら、高倉はそれまでやったことのない激しい濡れ場をやるのではないかと報道された。高倉は北海道でのロケ中『キネマ旬報』で高田純のインタビューを受け「『ラストタンゴ・イン・パリ』みたいなホンなら喜んで裸になります。ファックシーンもバカバカやりますよ」と答えた。同じ年の『神戸国際ギャング』で高倉が生涯唯一とされるファックシーンをやったのは、この同じ話を当時のマスメディアに話し、これを伝え聞いた『神戸国際ギャング』の監督・田中登に「ぜひ、やってくれませんか」と頼まれ、絵沢萠子とファックシーンを演じたものであった。
木の実は初めての東映映画出演で緊張した。木の実は北海道でのロケ中にミュージカル『ショーガール』でゴールデン・アロー賞新人賞を受賞し、高倉がみんなを集めてパーティを開いてくれて「網走番外地」を高倉とデュエットし、すっかり高倉に夢中になったと話している。木の実はあまり映画女優としては語られることのない人だが、本作では寂しくて暗いドサ回りのストリッパー役を好演している。

### 撮影
石井の脚本脱稿と同時1975年2月19日にクランクイン。

### ロケ
1975年3月上旬から3月16日まで約二週間、総勢40人のロケ隊を組み、北海道函館や夕張、大雪山、層雲峡など、北海道各地を移動しながら11日間ロケが行われた。夕張ロケでは北炭真谷地炭鉱から国鉄沼ノ沢駅間4.3kmを結ぶ北海道炭礦汽船真谷地炭鉱専用鉄道を走るSL9600型（キュウロク）を1日100万円で借り切り、二十往復させて撮影した。このキュウロクが3月いっぱいで姿を消すことが決まっていたため、SLファン、高倉・菅原のファンが合流して延べ5000人が二人とSLと一緒に歩くという異様なロケ風景となった。大雪山でのロケでは吹雪の中での撮影を予定したが、晴天続きで吹雪が全くならず撮影に難航した。

### 製作費
高倉健・菅原文太・渡哲也共演予定の時は6000万円を予定していた。

## 興行成績
振るわず、記録的な不入りだったとされる。

## 影響
先述の1975年2月の岡田東映社長発言は、1975年の東映の正月後半映画を予定していた『山口組三代目』の3作目『山口組三代目・激突篇』が諸般の事情で製作中止され、急ごしらえで製作した高倉健主演の『日本任侠道 激突篇』が大赤字を出したことで、岡田が1974年末に一旦決まっていた1975年東映ラインナップを再検討して、渡路線への変更を発表したものであった。しかし岡田が1975年の渡哲也の出演作、主演作を企画していた映画は、渡の長期入院により、他の役者が渡の代役を務めた。渡の弟・渡瀬恒彦は俳優時代は東映に生涯籍を置いた人で、渡兄弟と付き合いのあった者もいたかもしれないが、岡田社長の渡偏重発言が東映の看板スターたちにとって内心面白い筈もなく、「売れてくると使いつぶすのが東映の恐ろしいところ」という批判もあり、東映の制作体制や俳優行政のひずみが表面化し、この年の映画製作に大きな影響を及ぼした。
渡は本作の後、菅原文太との共演を希望していたため、『県警対組織暴力』の広谷賢次役は渡が演じる予定だった。1975年2月18日の東映記者会見で、岡田社長が「文太、渡の二大スターで5月（ゴールデンウイーク）は勝利間違いなし」とブチ上げていたが、1975年3月12日、『県警対組織暴力』での渡の代役は松方弘樹が務めると正式に報道された。松方は関西テレビのテレビドラマ『けんか安兵衛』を収録中で、1975年4月14日から自身主演の『暴動島根刑務所』のクランクインを予定しており、ハードスケジュールとなった。この『暴動島根刑務所』も当初は、松方(主演)と渡の共演作として企画されていた。渡の代役は北大路欣也になり、松方と北大路のライバルは13年ぶりのがっぷり四つ共演になった。この影響で『暴動島根刑務所』のクランクインは少し遅れた。この発表の際に岡田社長が「今年の後半は松方、北大路中心のローテーションを組む」と発言し、この年2月にも岡田が「今年は渡哲也を東映のエースにする」と発言して、渡中心のラインナップを公表していたことが菅原文太には面白くなかった。
菅原は、本来出演予定の無かった本作『大脱獄』の出演で『県警対組織暴力』の撮影がハードになった。どの時期撮影したのか分からないが、菅原は1975年の前半『まむしと青大将』にも出演しており、1975年の3月と4月に三本も菅原の映画が上映された。『県警対組織暴力』撮影後、1975年4月19日に虎の門病院に入院し、直腸ポリープの切除などを行い、5月初めまで入院した。この1975年のゴールデンウィークは、東宝の山口百恵主演『潮騒』、松竹・桜田淳子主演『スプーン一杯の幸せ』と東映菅原の『県警対組織暴力』の対決を「モモかサクラか、桜の代紋か」などとマスメディアが大きく騒いだため、山口、桜田、菅原がそれぞれ都心の劇場で派手な宣伝合戦を展開した。初日の興行成績は『県警対組織暴力』に軍配が上がり、菅原は「テレビの人気者に負けるようじゃ、本職の恥」「過去のスターさんは、かっこいい作品だけに出て、それ以外はなんのかんのと難癖をつけ出ない算段をしてきた。オレは気に入らない作品だからって、イヤイヤ出たことはない。オレを育ててくれたのはそういうB級、C級の作品だからだ」などと捲し立てた。1975年6月21日公開の『資金源強奪』は、『スーパー・アクション／強奪』というタイトルで渡の主演作として予定されていた作品だったが、渡が降板したため、北大路欣也の主演、菅原共演に変更された。しかし菅原は『資金源強奪』撮影前に「最初から企画に参加してないので共演とはいえ、作品に責任を持てない」「オレは出ないよ、夏まで静養したい」「健康上の理由。渡哲也と一緒だ」 などと出演を拒否し、『資金源強奪』は製作の目途が立たなくなった。菅原は北大路と対決する刑事役の予定だったと見られる(（代役は梅宮辰夫）。
結局、菅原は長期静養するので3か月仕事を休むと表明し、実際に『県警対組織暴力』の後1975年4月20日から丸3か月の間、仕事を休んだ。この間、菅原の出演予定があったのは、『資金源強奪』『新幹線大爆破』『暴力金脈』の3本で、これらを全て断り、『トラック野郎・御意見無用』に出演のため、大型免許取得に丸2か月かかり1975年7月12日に合格し、7月21日からの『トラック野郎・御意見無用』クランクインに間に合った。
菅原は3か月間の静養期間中にも時折メディアに現れ、菅原は東映専属ではあったが、自身が設立したモデルクラブ・SOS （ソサエティ・オブ・スタイル）にも籍を置いており、ファッション雑誌『男子専科』8月号に『薔薇のスタビスキー』のジャン・ポール・ベルモンドばりのスタイルで登場し、「どうだ。捨てたもんじゃないだろう」とモデル復帰も匂わせ会社を牽制した。また「3年間で60億円稼いだといわれる菅原・深作欣二監督・笠原和夫脚本の"東映実録トリオ"が、東映側の酷使が過ぎて創作意欲をなくしたと三人揃って造反」という記事が週刊誌に出て、菅原は過酷なスケジュールに頭にきて「会社のいいなりになってると殺されるよ」、「実録路線は峠を越した。オレがいま興味があるのはダウン・タウン・ブギウギ・バンド、彼らとの共演映画を会社が認めなければ、他の映画に出ない」などと反撥し、1か月以上会社と睨み合い、この年のお盆興行を予定していた『暴力金脈』の主演を拒否、『暴力金脈』は、主演・監督・脚本が全て変更になった。『暴力金脈』の主演は『暴動島根刑務所』撮影中の5月に松方弘樹に打診があった。1975年6月10日に神田共立講堂で開催されたダウン・タウン・ブギウギ・バンドのコンサートに菅原のほか、登石雋一東映企画製作部長ら東映重役がやむなく下見に訪れた。「ダウン・タウンvs.菅原文太で、長距離トラック運転手の映画製作（『トラック野郎・御意見無用』）を内定した」と公表した。ダウン・タウン・ブギウギ・バンドが半年先までスケジュールがビッシリで、『トラック野郎・御意見無用』は端役出演と音楽担当になった。
菅原の対応に当たった登石雋一は当時の岡田社長の側近の一人で、東映動画（東映アニメーション）の整理と合わせ、この時の心労がたたりダウン。激務はもうムリと判断され、制作の最前線を離れ、後に系列会社に転任した。
また、この年の東映メイン作のほとんどにトメで出演していた東映生え抜きの専属俳優・梅宮辰夫が、1975年8月25日に京王プラザホテルで行われた日本テレビのテレビドラマ『前略おふくろ様』の製作発表の席で突如、東映と日本映画界を痛烈批判、「ボクは岡田社長のように"ヒット作即ち名作"とはっきり割り切っているわけではないが、お客さんが劇場までわざわざ足を運び、金を払って見てくれる映画はタダのテレビよりは少なくとも意欲が湧いた。東映入社以来、18年間で映画は160、170本やった。その間テレビにも出るには出たがゲスト出演程度で15年前に出たのもはっきり覚えていない。テレビ出演しないのがボクの唯一の誇りだった。でも今、映画は完全にお客から見放されている。いくら体当たり演技をしても見てくれないのでは意味がない。三年ほど前から次第に映画に嫌気が差してきていた。今の映画界は全くダメだ。東映を含めてつまらない企画が多過ぎる。向こう半年ぐらいは映画に出るつもりはない。これを機会にテレビにじゃんじゃん出るつもりだ」などとぶちまけた。
高倉健は1970年に大川博東映社長（当時）の了承をもらい、東映所属のまま高倉プロを設立したが、1971年に大川が死去して社長が岡田に代わると、他の者に示しがつかない、特例は認めないとそれを反故にされた。プログラムピクチャーの量産時代には高倉は年に10本以上の映画に出ていたが、1972年に岡田に年間四本の優先本数契約とギャラ一本2000万円を要求、「認めないなら独立する」と通達した。1972年以降は東映の映画に出たがらなくなり、1972年が5本、1973年が3本、1974年は1本のみの出演になった。年々ギャラが高くなって1975年頃のギャラは1本1500万円＋専属料1000万円以上になり、ギャラが高すぎて使えなくなり、1974年契約解除したともいわれる。1975年の本作出演後、『新幹線大爆破』と『神戸国際ギャング』に出演して東映を退社したとされ、東映ヤクザ映画のイメージを残しながら、シフトチェンジに成功した。

## 同時上映
- 『ウルフガイ 燃えろ狼男』
  - 監督：山口和彦
  - 原作：平井和正
  - 主演：千葉真一